# Erzsébet út (Kolozsvár)
Az Erzsébet út (románul Strada Prof. Emil Racoviță) Kolozsvár belvárosában, Hídelvén található. A Ferenc József út elejétől indul balra, fel a Fellegvárra. Az utca tetején a „Hét utcának” nevezett útkereszteződés található.

## Neve
A 19. század végéig Bácsi út volt a neve, mert a szomszédos Kisbács falu felé vezetett, de nevezték Kőmáli útnak is. 1898-ig Új utcának nevezték, azonban két térképen ettől eltérő elnevezés található: 1893-ban a Bácsi út név után zárójelben megjelent a Herczegovina megnevezés is, 1894-ben pedig az utca város felőli részének Fellegvári út volt a neve, a második része maradt Bácsi út. 1899-ben már megjelent az Erzsébet út elnevezés. A román hatalomátvételt követően Strada Elisabeta, majd az 1930-as évek végén Strada Regina Elisabeta lett. A második bécsi döntés után visszakapta az Erzsébet út nevet. A második világháború után Emil Racoviță barlangkutatóról nevezték el, aki korábban az utca 1. számú házában lakott.

## Története
A 19. század elején szőlők és gyümölcsöskertek között vezetett az út Kisbácsba. Egy 1809-es városi jegyzőkönyv szerint „a bácsi utat a szöllők között bel- és külmonostor, bel- és kül-, alsó- és felső szénutczai városnegyed” köteles karbantartani. Még 1898 körül is csak az utca alján volt néhány ház. A 19. század végén az utca tetején a Hercegovina nevű nyári vendéglő állt. A 19–20. század fordulóján az utca kezdett kiépülni, eleinte a vagyonosabb polgárok nyaralói álltak itt, később a villák állandó lakhelyül is szolgáltak. Az 1910-es években az utca végén, jobboldalt a tetőn az Unitárius Kollégium sporttelepe állt, amelyet Berbécs-kertnek is neveztek, mert az unitárius diákok tréfás neve "berbécs" volt.
Az 1919. október 1-jén megalakult Román Nyelvi Múzeum székháza a 21-es számú házban, Sextil Pușcariu villájában kapott helyet. 1948-tól az intézet a Román Akadémia Nyelvészeti és Irodalomtudományi Intézete lett. Az 1940-es években itt működött az Erdélyi Tudományos Intézet.
A második bécsi döntés után az 1. szám alatt francia konzulátus működött. A második világháborút követően, 1949-től 1955-ig a magyar útlevélhivatal a 8. számú házban folytatta tevékenységét.
1949-től az 1950-es évek közepéig a Pionírház a 22-es számú házban kapott helyet, ezt követően a Majális utcába költözött. Az 1970-es években Fehér Ház (Casa Alba) néven étterem és vendéglő nyílt az épületben, 2016-ban pedig a Banca Transilvania private banking üzletága költözött ide.
2000-ben a református egyház missziós házat nyitott az 59. szám alatt az utcagyerekek megsegítésére.
2010-ben az utcát korszerűsítették.

## Neves lakói

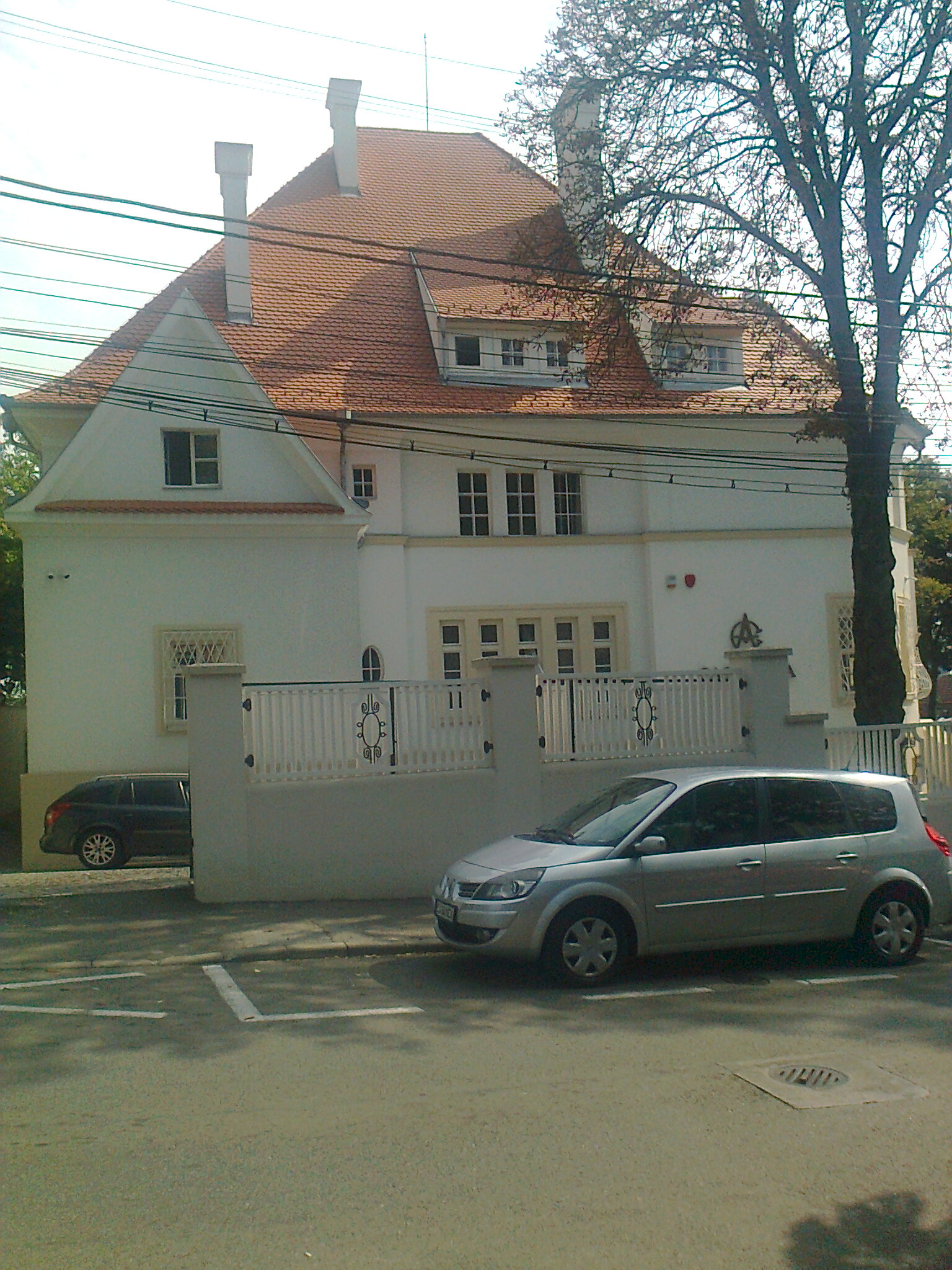
Erzsébet út 22.: Fehér Ház

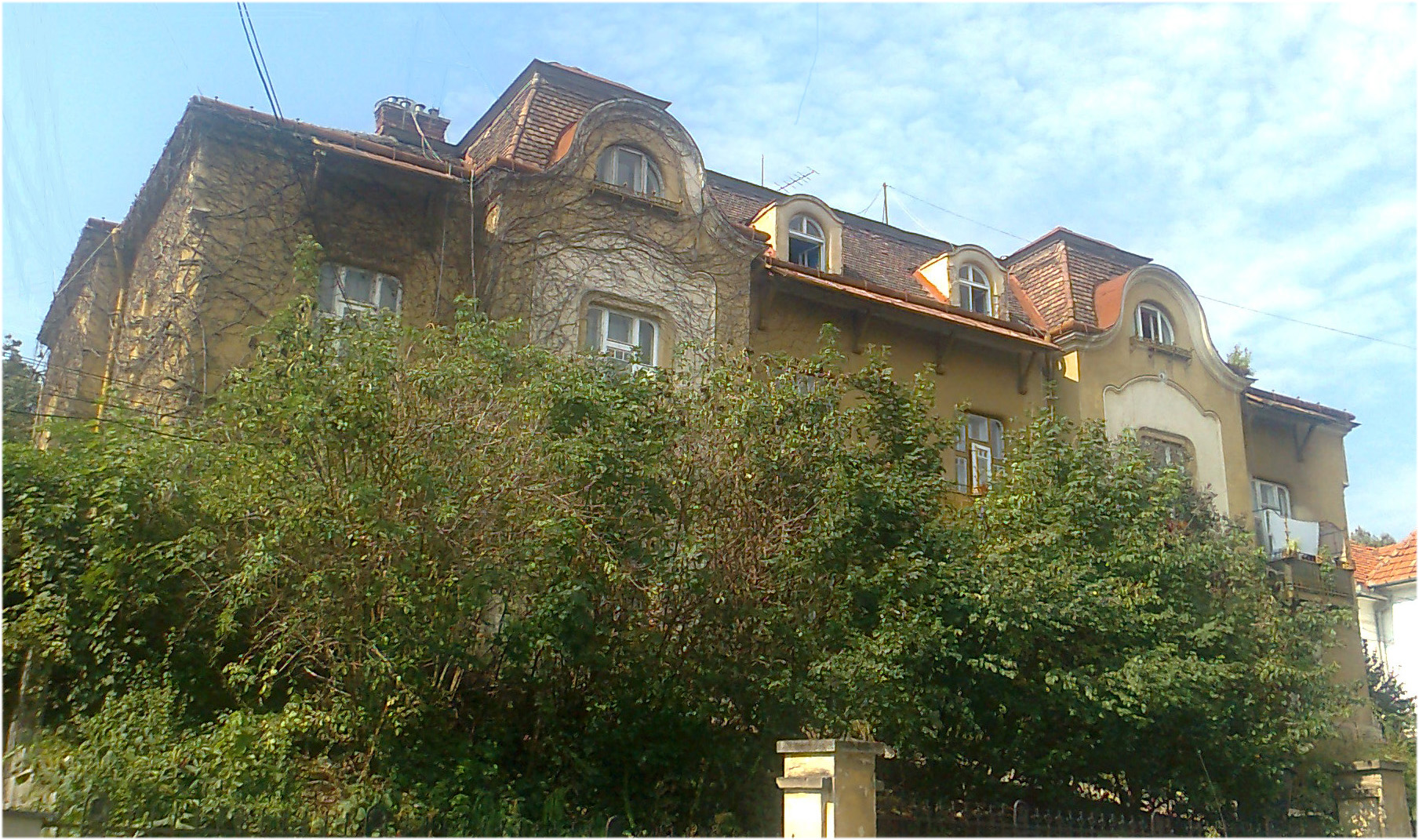
51. szám: Spáda-ház

- 1. szám: Emil Racoviță biológus, barlangkutató[5]
- 3. szám: Márton Gyula nyelvész, nyelvjáráskutató[5]
- 4. szám: Jakó Zsigmond történész, művelődés- és gazdaságtörténész, levéltáros, paleográfus, a Magyar Tudományos Akadémia tiszteleti tagja[16]
- 6. szám: Balogh Ernő geológus, barlangkutató[16]
- 10. szám: Ferenczy Zsizsi énekművésznő; Kese György orvos, nőgyógyász[16]
- 16. szám: Delly Ferenc színművész, Xántus János természettudós[16]
- 18. szám: Miklóssy Gábor festőművész[16]
- 21. szám: Sextil Pușcariu nyelvész, a Kolozsvári I. Ferdinánd Király Tudományegyetem első rektora.[7]
- 22. szám: Farkas Mózes gyáriparos[16]
- 29. szám: Botár István szobrász, utóbb Török Zoltán geológus és felesége, Karácsony Emmy festőművésznő[16]
- 30. szám: Pálffi Márton nyelvész, költő, az unitárius kollégium tanára[17]
- 39. szám: Pataki Jenő orvostörténész[16]
- 44. szám: Boros György teológus, unitárius püspök[17]
- 46–48. szám:Hintz György gyógyszerész, a Kolozsvári Gyógyszerész Testület elnöke[17]
- 51. szám: Spáda János építőmester,[16] Orbán Béla matematikus[4]
- 57. szám: Gaál Gábor író, irodalomtörténész, szociológus, szerkesztő, irodalomkritikus;[16] Fodor Sándor író és felesége, Fodor Nagy Éva festőművésznő[18]

## Közlekedés
Az utcában a 37-es (Széchenyi tér – Tetarom Ipari Park) és 38-as (Széchenyi tér – Vadász utca) buszjáratok közlekednek. 2009-től az utcát egyirányúsították: a dombnak felfelé haladó forgalom az Erzsébet úton, a lefelé irányuló forgalom a Kismező (Crișan) utcában zajlik.